# القحيم السافل (المخادر)

تعديل مصدري - تعديل

القحيم السافل محلة تابعة لقرية القلعة، التابعة لعزلة بني سرحة بمديرية المخادر إحدى مديريات محافظة إب في الجمهورية اليمنية، بلغ تعداد سكانها 201 حسب تعداد اليمن لعام 2004.